# Salins-les-Bains
Salins-les-Bains é uma comuna francesa na região administrativa da Borgonha-Franco-Condado, no departamento de Jura. Estende-se por uma área de 24.68 km². Em 2010 a comuna tinha 2 717 habitantes (densidade: 110,1 hab./km²).